# Douglas Rodríguez
Douglas Rodríguez Guardiola (ur. 3 czerwca 1950 w Santiago de Cuba, zm. 21 maja 2012 w Hawanie) −  kubański bokser, brązowy medalista Letnich Igrzysk Olimpijskich 1972 w Monachium, złoty medalista Mistrzostw Świata 1974 w Hawanie, brązowy medalista Igrzysk Panamerykańskich 1971 w Cali.